# Estação de Châtelet - Les Halles
A Estação de Châtelet - Les Halles é uma estação ferroviária francesa localizada no 1.º arrondissement de Paris.
Ela foi inaugurada em 1977 pela Régie Autonome des Transports Parisiens (RATP). É uma estação totalmente subterrânea e situada no coração da capital, servida por três linhas da Rede Expressa Regional da Ilha de França (RER) e oferecendo uma correspondência com cinco linhas de metrô.

## Localização
A estação de Châtelet - Les Halles se situa no ponto quilométrico (KP) 22,20 da linha A do RER, entre Auber e Gare de Lyon.
Ela também se situa no PK 2,42 da linha B do RER, entre Gare du Nord e Saint-Michel - Notre-Dame, e da Linha D do RER, entre Gare du Nord e Gare de Lyon.

## História
Desde a decisão do rei Luís VII de 1137 de implantar um mercado no lugarejo de Les Champeaux, a atividade comercial continuou a se desenvolver no que se tornou o Quartier des Halles. Sob a liderança do prefeito Rambuteau que lançou em 1842 os estudos para uma completa remodelação de Les Halles que manteve a trama da Idade Média, o arquiteto Victor Baltard construiu entre 1854 e 1870 dez pavilhões de ferro, ferro fundido e vidro, conhecidos como "pavilhões Baltard". No final da década de 1950, o crescimento demográfico estava atingindo seus limites no mercado atacadista de Les Halles: em 1959, o Estado decide sua transferência para o M.I.N. de Rungis onde o mercado abriu dez anos mais tarde. O desmantelamento das Halles Baltard foi feito entre 1971 e 1973. A ZAC foi criada em 1971 que viu a criação da estação e do Centro Georges Pompidou, em 1977. O centro comercial do Forum des Halles foi inaugurado em 1979. O "trou des Halles" ("buraco des Halles") se manteve vários anos e diversos projetos de desenvolvimento permaneceram infrutíferos. A parte aérea do Fórum, com seus contestados "guardas-chuvas" de Jean Willerval, foi finalmente concluída em 1983, antes de serem substituídos em 2010 por La Canopée de Patrick Berger.
A estação foi aberta em 9 de dezembro de 1977 sendo servido pelos RER A e B. Em 27 de setembro de 1987, o RER D se ligou por sua vez com a estação.

### Atendimento
Em 2015, de acordo com estimativas da RATP, com o título das linhas A e B do RER, a frequência anual da estação foi de 26 017 693 passageiros.
De acordo com a RATP, é a maior estação subterrânea da Europa.

## Serviço de passageiros

### Casa
A estação está abaixo do centro comercial de Forum des Halles e de La Canopée. Ela forma com as estações de metrô Châtelet e Les Halles uma vasta rede subterrânea. O corredor de correspondência com a estação de metrô Châtelet é equipado com três esteiras rolantes paralelas de mais de 150 metros de comprimento.
A estação está equipada com bilheterias RATP de acesso múltiplo, por vezes em comum com os do metrô, de uma boutique SNCF (comportando com autômatos "grandes lignes") e muitas lojas nos corredores da correspondência e a plataforma localizada acima das plataformas. Um centro de informações RATP e um posto de polícia também estão localizados nesta plataforma.
A estação possui a escultura em bronze "Énergies" de Pierre-Yves Trémois, 1977.

### Plataformas

Esquema das linhas de RER e das plataformas servidas.

As vias férreas das três linhas da rede expressa regional são todas orientadas paralelamente a um eixo noroeste - sudeste apresentando um ângulo de cerca de cinco graus em relação ao eixo norte-sul. As sete vias servem quatro plataformas: as duas plataformas centrais são reservadas aos trens da linha D enquanto que as plataformas situadas nas extremidades laterais leste e oeste são reservadas aos trens das linhas A e B. Para estes últimos, a correspondência pode ser feita na mesma plataforma de acordo com os destinos. A via da linha A em direção a Gare de Lyon e a via da linha B em direção a Saint-Michel - Notre-Dame são assim situadas na plataforma leste. Inversamente, a via da linha B em direção a Gare du Nord e a via da linha A em direção a Auber são todas as duas situadas na plataforma oeste. Enquanto que as vias da linha B ficam ao lado daquelas da linha D, as vias da linha A estão situadas nos lados leste e oeste. Em cada plataforma, os trens viajam na mesma direção. Assim, sobre as passagens da estação, os trens na direção da Gare du Nord passam do sudeste para o noroeste e aqueles em direção de Saint-Michel do noroeste ao sudeste.

Plano subterrâneo de diferentes linhas de metrô e RER de Châtelet — Les Halles.

### Serviço
A estação é servida pelos trens das linhas A, B e D do RER. Ela é assim diretamente acessível a partir de muitas estações da Ilha de França.
A estação de Châtelet - Les Halles é servida em razão (para cada sentido):
- na linha A, de 15 trens por hora em horários de pico de segunda a sexta-feira, e de 24 a 30 trens por hora nas horas de pico esses mesmos dias, de 12 trens por hora, aos sábados e domingos e de 8 trens por hora à noite todos os dias;
- na linha B, de 12 trens por hora em horários de pico, de 20 trens por hora em horários de pico e de 8 trens por hora à noite, todos os dias;
- na linha D, de 6 a 8 trens por hora em horários de pico de segunda a sábado, de 4 trens por hora aos domingos, no horário de pico de 12 trens por hora e à noite de 2 para 4 trens por hora.

### Intermodalidade
A estação de trens fornece correspondência com cinco linhas de metrô, e 3 linhas RER, o nó central da rede de transportes públicos da Île-de-France. Em ambas as extremidades da estação, as conexões são estabelecidas da seguinte forma :
- no sul, com a estação Châtelet das linhas 1, 4, 7, 11 e 14 ;
- no norte, com a estação Les Halles da linha 4.

Na superfície, nas vias públicas nas proximidades, a estação é servida pelas linhas 21, 38, 47, 58, 67, 69, 70, 72, 74, 75, 76, 81, 85 e 96 da rede de ônibus RATP e, à noite, pelas linhas N11, N12, N13, N14, N15, N16, N21, N22, N23, N24, N122, N144 e N145 da rede de ônibus Noctilien.

Galeria de fotografias
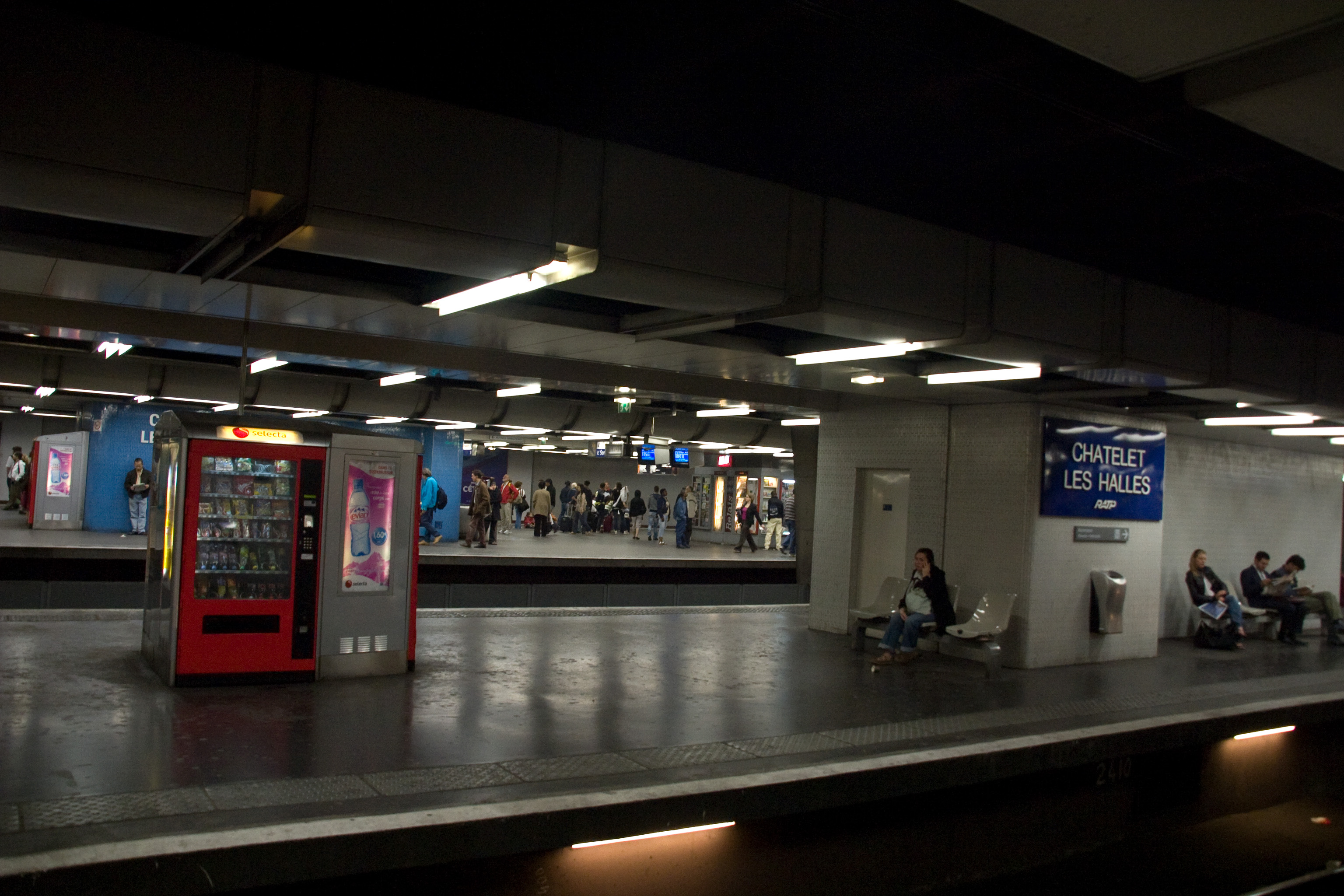
Vista de plataforma a plataforma.
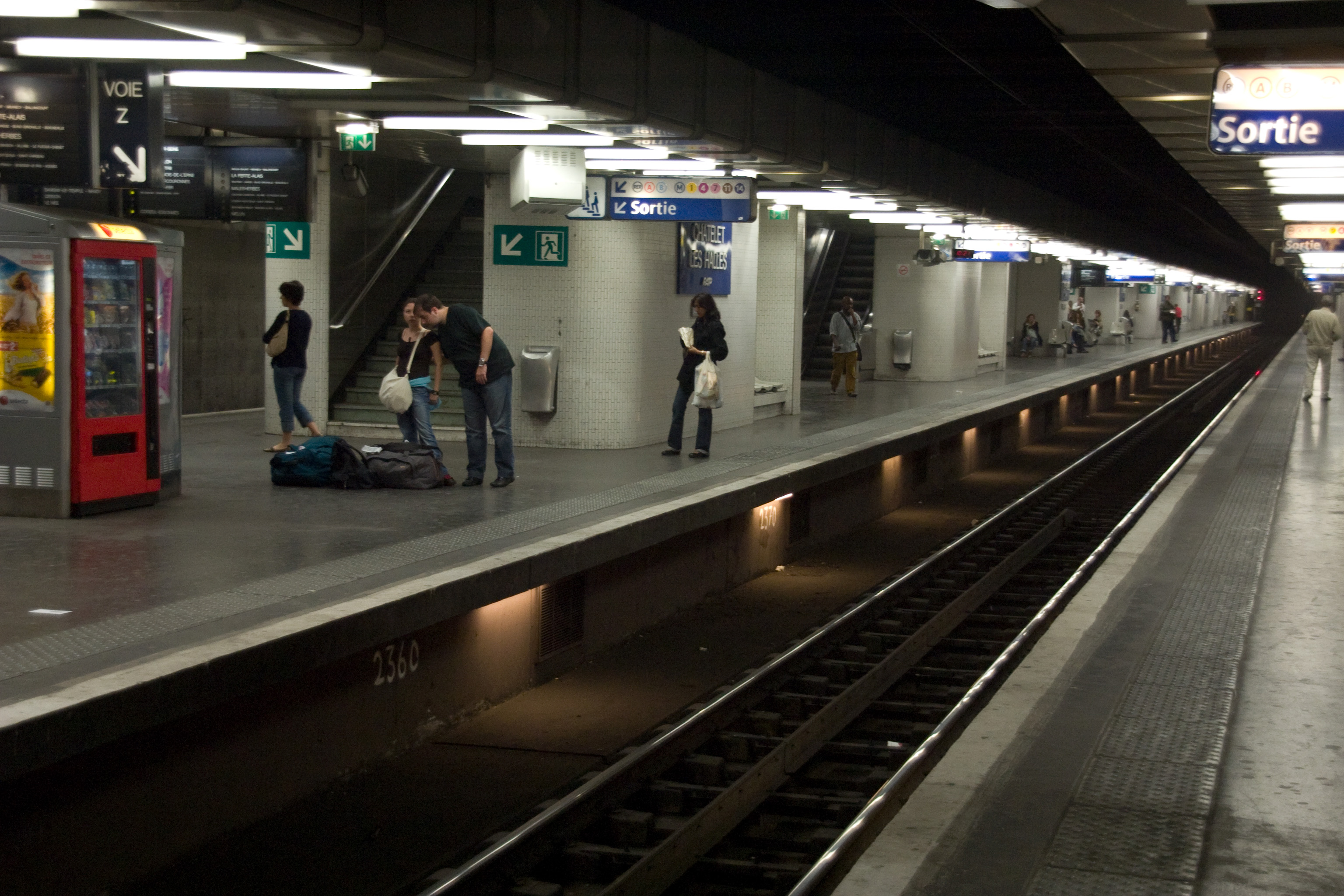
Vista da via Z (RER D).
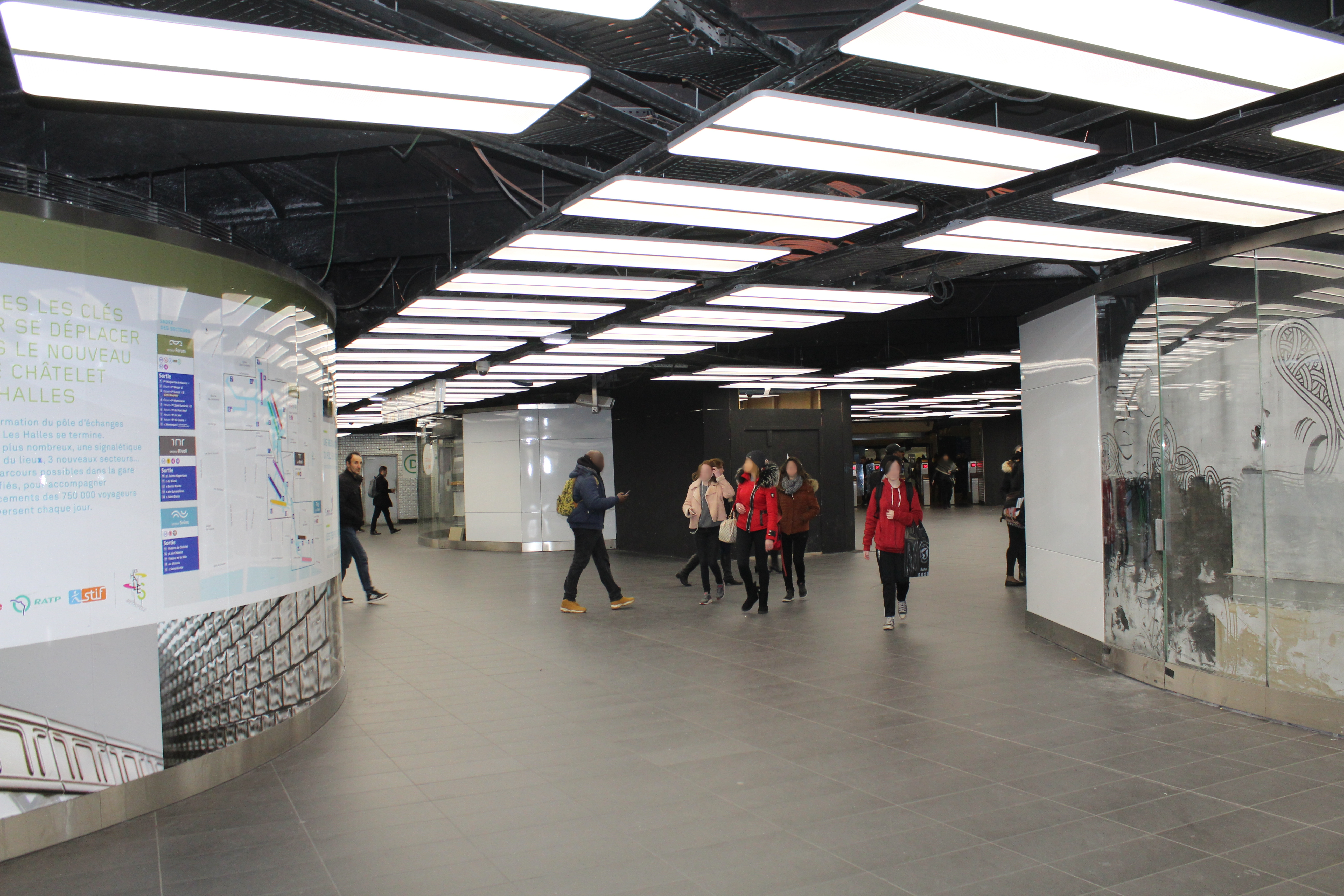
Salas de transferência do RER.
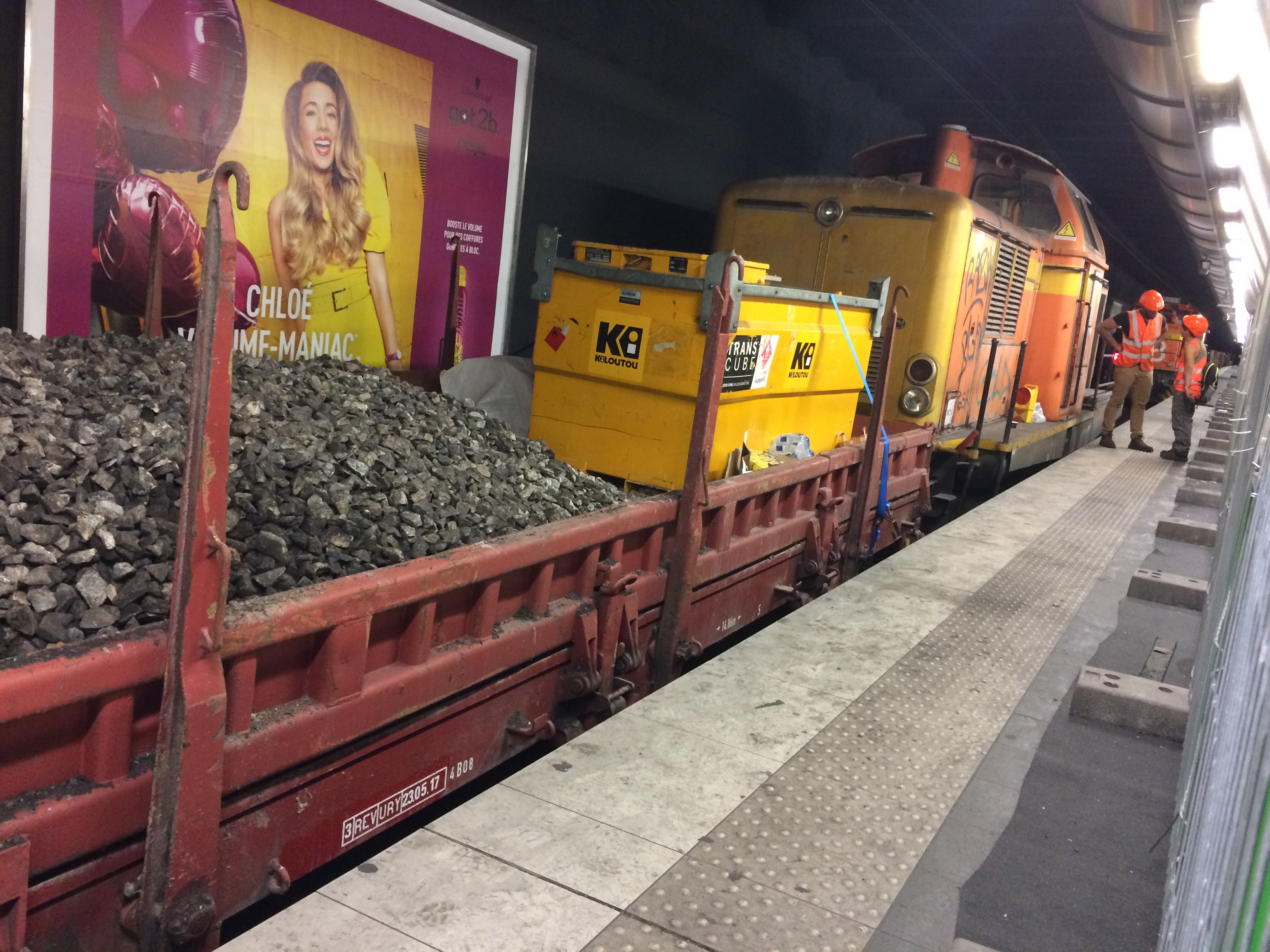
Trem de canteiro de renovação do balastro das vias do RER A em agosto de 2017.

## Remodelação
O principal problema da estação é constituído pelo acesso feito pelo centro comercial de Forum des Halles. Estes acessos retardam a penetração e a fluidez da circulação: o melhor exemplo é o acesso principal, chamado por alguns de "tubo". Sobre esse acesso, muito longo, a iluminação é baixa, a iluminação de emergência é no mínimo e nenhuma saída de emergência é fornecida no interior.
A estação subterrânea é por consequência o objeto de uma reclassificação maior no quadro do projeto de requalificação urbana do bairro de Les Halles com a realização de La Canopée por Patrick Berger e Jacques Anziutti. 
Os pontos principais são:
- a criação de um novo acesso para a sala de transferência depois da place Marguerite de Navarre (sair Saint-Honoré), inaugurado em 5 de maio de 2017[7], além do "tube Lescot" renovado;
- a criação de um novo acesso através da porte Rambuteau do Forum des Halles. O acesso, que liga a sala de transferência no nível –3 do Forum é acessível a partir de 2014[8];
- a extensão do sistema de escadas rolantes das portas Berger e Rambuteau do nível –3 ao nível –4 aumentando e facilitando o deslocamentos entre o centro comercial e a sala de transferência;
- a expansão e renovação da sala de transferência: remoção do teto falso, melhoria da iluminação e da informação e adição de uma galeria lateral.

Para revestimentos murais, revestimentos de vidro, opaco back-lit substituir os azulejos multicoloridos. As telhas de vidro —Predefinição:Inciso são feitas na fábrica de vidro de Passavant-la-Rochère.
O trabalho começou em 2011, sem grandes interrupções do tráfego, e ainda em curso, até ao final de 2017. A entrada em funcionamento da sala de transferência reestruturado e renovado teve lugar em 2017, com um ano de atraso em relação ao planejamento inicial.

## Pontos turísticos
A estação foi construída ao mesmo tempo que o shopping center do Forum des Halles, este último é portanto bem servido pelo RER e pelo metrô. Ele é equipado com um pólo de cinema incluindo a Biblioteca François-Truffaut, o Forum des Images e o UGC Ciné Cité Les Halles (27 salas de cinema, o maior multiplex francês, que é o complexo de cinema europeu mais acessível por transportes públicos e o mais frequentado), uma piscina de 50 m × 20 m, delimitada por uma estufa tropical, inúmeros sinais nos domínios tão diversos como vestuário, esportes, video games, fast-food, livros...